# Ювенільні процеси
Ювенільні процеси (рос. ювенильные процессы, англ. juvenile processes, нім. juvenile Prozesse m pl) — геологічні процеси, які відбуваються в земній корі й у верхній мантії Землі; один з видів ендогенних процесів (зумовлені внутішньою енергією Землі).
Розрізняють ювенільні (лат. juvenilis — юний) процеси:
- магматичні (утворення і диференціація магми),
- постмагматичні (еволюція і взаємодія розчинів, що відділяються від магми),
- метаморфічні (зміна гірських порід під діянням глибинного тепла і тиску),
- метасоматичні (зміна порід під діянням магматичних і мантійних розчинів) .

До ювенільних процесів, зокрема, відносять виникнення магми, диференціацію магми, дегазацію речовин верхньої мантії, утворення ювенільних вод тощо.

## Інтернет-ресурси
- Ювенільні процеси [Архівовано 29 жовтня 2013 у Wayback Machine.]

| Геологія | Це незавершена стаття з геології. Ви можете допомогти проєкту, виправивши або дописавши її. |